# Max Carstensen
Bei dem Seenotrettungsboot (SRB) Max Carstensen handelte es sich um das letztgebaute  Boot der so genannten 7-Meter-Klasse der Deutschen Gesellschaft zur Rettung Schiffbrüchiger (DGzRS). Die interne Bezeichnung lautete KRST 28. Hersteller des Bootes war die Schweers-Werft in Bardenfleth.
Obwohl der 7-Meter-Klasse zugeordnet, wich dieses Boot von den meisten anderen Einheiten dieser Klasse ab, denn es war baugleich mit den ersten Tochterbooten der Seenotrettungskreuzer der 23-Meter-Klasse (Eiswette-Klasse).

## Namensgebung
Das Boot erhielt seinen Namen zu Ehren von Max Carstensen aus Keitum auf Sylt, Vormann der Seenotrettungsstation List, der im Jahre 1971 bei einem Einsatz tödlich verunglückt war.

## Technische Ausstattung
Das Seenotrettungsboot war mit Funkanlagen, Echolot, Radar, GPS, Fremdlenzpumpe und einer Bergungspforte ausgestattet.

## Stationierungen
Der erste Stationierungsort zur Indienststellung im Mai 1981 war Horumersiel. Von dort wurde es am 5. Mai 1999 nach Zinnowitz auf Usedom verlegt. Dort verblieb das Boot bis zu seiner Außerdienststellung im März 2002. Nach der Ausmusterung wurde es in Privathand verkauft.

## Verbleib
2006 ist die Max Carstensen weiterhin voll funktionstüchtig und liegt in Hamburg. Sie ist im Originalzustand restauriert, lediglich die SAR-Markierung am Rumpf ist aus rechtlichen Gründen nicht mehr vorhanden.